# Muhammad Ali
Muhammad Ali, nato Cassius Marcellus Clay Jr. (Louisville, 17 gennaio 1942 – Scottsdale, 3 giugno 2016), è stato un pugile statunitense.
Considerato uno dei migliori pesi massimi di tutti i tempi, è altresì ritenuto tra i più grandi atleti nella storia dello sport. Sin dagli inizi, Ali si è sempre contraddistinto come una figura altamente carismatica, controversa dentro e fuori dal ring, il cui impatto mediatico e soprattutto sociale non ebbe precedenti nel mondo agonistico. È tra gli sportivi più conosciuti di sempre, essendo stato nominato "sportivo del secolo" da periodici quali Sports Illustrated e "personalità sportiva del secolo" dalla BBC. Fu inoltre autore di diversi best seller come The Greatest: My Own Story e The Soul of a Butterfly.
Ali, con il nome di battesimo Cassius Clay, incominciò ad allenarsi a 11 anni. Vinse l'oro ai Giochi di Roma nel 1960, e successivamente, nel 1964, all'età di 22 anni, conquistò il titolo dei pesi massimi sconfiggendo a sorpresa il temuto e potente campione in carica Sonny Liston. Successivamente si unì alla Nation of Islam (NOI) di Elijah Muhammad, cambiando legalmente il suo nome in Muhammad Ali e promuovendo inizialmente il concetto di separatismo nero. Con una visione d'insieme profondamente influenzata dall'ammirazione per il mentore Malcolm X, più tardi anche Ali lasciò la NOI, aderendo prima al sunnismo e poi praticando il sufismo, oltre a sostenere l'idea di integrazione razziale.
Nel 1967, tre anni dopo la conquista del campionato mondiale, Ali si rifiutò di combattere in Vietnam per la sua religione e la sua opposizione al conflitto. Fu arrestato e accusato di renitenza alla leva, e privato del titolo. Non combatté per i successivi tre anni. L'appello di Ali arrivò alla Corte suprema degli Stati Uniti d'America, che annullò la condanna nel 1971. La sua battaglia come obiettore di coscienza lo rese un'icona degli anni sessanta.
È l'unico peso massimo a essere stato campione in tre occasioni: nel 1964, 1974 e infine nel 1978. Tra il 25 febbraio e il 19 settembre 1964 fu inoltre campione della divisione. Detiene il maggior numero di premi "pugile dell'anno", assegnato da The Ring, avendo vinto nel 1963, 1966, 1972, 1974, 1975 e 1978.
Soprannominato "The Greatest" (Il più grande), Ali è stato protagonista di alcuni dei più importanti e famosi eventi del mondo pugilistico. Tra questi vi furono la prima controversa sfida contro Sonny Liston, i tre aspramente combattuti match con l'irriducibile rivale Joe Frazier, e il cosiddetto Rumble in the Jungle, il drammatico incontro nel 1974 in Zaire contro il campione in carica George Foreman, col quale riconquistò i titoli persi sette anni prima.
In un'era dove molti pugili lasciavano parlare i manager, Ali, ispirato dal wrestler Gorgeous George, divenne famoso come personaggio provocatorio e stravagante. Prese infatti il controllo di numerose conferenze stampa e interviste, parlando liberamente anche di problemi non legati al pugilato. Con il proprio carisma si contraddistinse inoltre come uno dei principali innovatori della pratica del trash-talking nel mondo sportivo. Trasformò profondamente il ruolo e l'immagine del pugile afroamericano negli Stati Uniti, diventando punto di riferimento del Potere nero. Secondo la scrittrice Joyce Carol Oates, fu uno dei pochi atleti a "definire con i suoi termini la propria reputazione pubblica".

## Biografia
(Muhammad Ali)
Cassius Marcellus Clay nacque il 17 gennaio 1942 a Louisville, nel Kentucky, e gli fu imposto lo stesso nome di suo padre, Cassius Marcellus sr. (1912-1990), che a sua volta portava nome e cognome di un politico abolizionista del XIX secolo.
Da parte di padre Cassius Clay era di origine nigeriana e statunitense di terza generazione, mentre la madre, Odessa Lee Grady (1917-1994), era di ascendenze malgasce e con un nonno irlandese di Ennis (Clare), località di cui Alì ottenne la cittadinanza onoraria nel 2009. Benché Cassius Marcellus sr. fosse metodista, acconsentì che Odessa crescesse i figli nel credo battista.
Cassius Marcellus jr. aveva un fratello minore, Rudolph Arnett, poi noto come Rahaman Ali dopo la sua conversione all'Islam. Crebbe in un contesto di segregazione razziale. La madre Odessa ripercorse un episodio in cui fu negato al figlio di comprare una bottiglietta d'acqua in un negozio: "Non gli diedero la bottiglietta per via del suo colore. Quella vicenda lo colpì profondamente". Fu particolarmente scosso anche dal brutale assassinio di Emmett Till nel 1955, il che portò Clay e un altro amico nero a tirar fuori la loro frustrazione compiendo atti vandalici su una stazione di smistamento locale.
Impossibile non è un dato di fatto. È un'opinione. Impossibile non è uguale per tutti. Impossibile non è per sempre.
Impossibile è niente."»
(Muhammad Ali)

## Carriera

### La carriera amatoriale e le Olimpiadi di Roma 1960

Cassius Clay premiato con la medaglia d'oro ai Giochi Olimpici di Roma nel 1960

Fu indirizzato al pugilato dal poliziotto di Louisville Joe E. Martin, che lo incontrò mentre, dodicenne, inveiva contro chi aveva rubato la sua bicicletta minacciando di malmenarlo. Il poliziotto gli consigliò di imparare prima a boxare e lo portò alla palestra Columbia, dove iniziò a mettere in mostra il suo talento.
Clay debuttò da dilettante nel 1954. Vinse sei Kentucky Golden Gloves, due Golden Gloves nazionali e un titolo Amateur Athletic Union. Negli ultimi quattro anni da dilettante ebbe al suo angolo Chuck Bodak.
Dopo una brillante carriera da dilettante, alle Olimpiadi di Roma del 1960 conquistò l'oro nei pesi mediomassimi. Il ring sul quale vinse l'oro è oggi custodito nella capitale, nella palestra della Audace Box. Il suo record amatoriale fu di 100 vittorie e 5 sconfitte. Nella sua autobiografia del 1975 affermò di aver gettato la medaglia nel fiume Ohio come protesta verso il suo Paese e la perdurante discriminazione razziale: di ritorno in patria dopo i fasti romani, un ristoratore si rifiutò di servirlo perché nero. La storia fu contestata e molti amici del pugile, tra cui Drew Bundini Brown e il fotografo Howard Bingham, ne negarono la veridicità. Secondo Thomas Hauser, invece, Clay gli raccontò che la vicenda era vera ma di aver smarrito la medaglia un anno dopo la sua vittoria. Il pugile di Louisville ricevette una medaglia sostitutiva alle Olimpiadi di Atlanta 1996, dove fu lui ad accendere il tripode.

### Gli esordi nel professionismo
Clay passò al professionismo il 29 ottobre 1960, sconfiggendo ai punti Tunney Hunsaker. Da lì in poi, sino al 1963, accumulò un record di 19 vittorie e nessuna sconfitta, con 15 successi prima del limite. Tra i suoi primi avversari vi furono Tony Esperti, Jim Robinson, Donnie Fleeman, Alonzo Johnson, George Logan, Willi Besmanoff, Lamar Clark, Sonny Banks, Doug Jones e Henry Cooper. Il giovane pugile batté anche l'ex allenatore e veterano Archie Moore nel 1962.
Questi primi combattimenti non si rivelarono comunque semplici. Clay fu atterrato sia da Banks sia da Cooper. La battaglia con il temuto Doug Jones del 13 marzo 1963 fu probabilmente la più difficile mai affrontata dal nativo di Louisville sino a quel momento. Rispettivamente contendenti numero due e tre, Clay e Jones si sfidarono al Madison Square Garden di New York. Al primo round Jones mise in difficoltà Clay che, nelle riprese successive, seppe mantenerlo a distanza e colpirlo con pesanti jab. La vittoria in favore del campione olimpico fu assegnata per decisione unanime ma pesantemente contestata dal pubblico. L'acceso match fu in seguito nominato "incontro dell'anno" e Clay "pugile dell'anno 1963" da Ring Magazine.

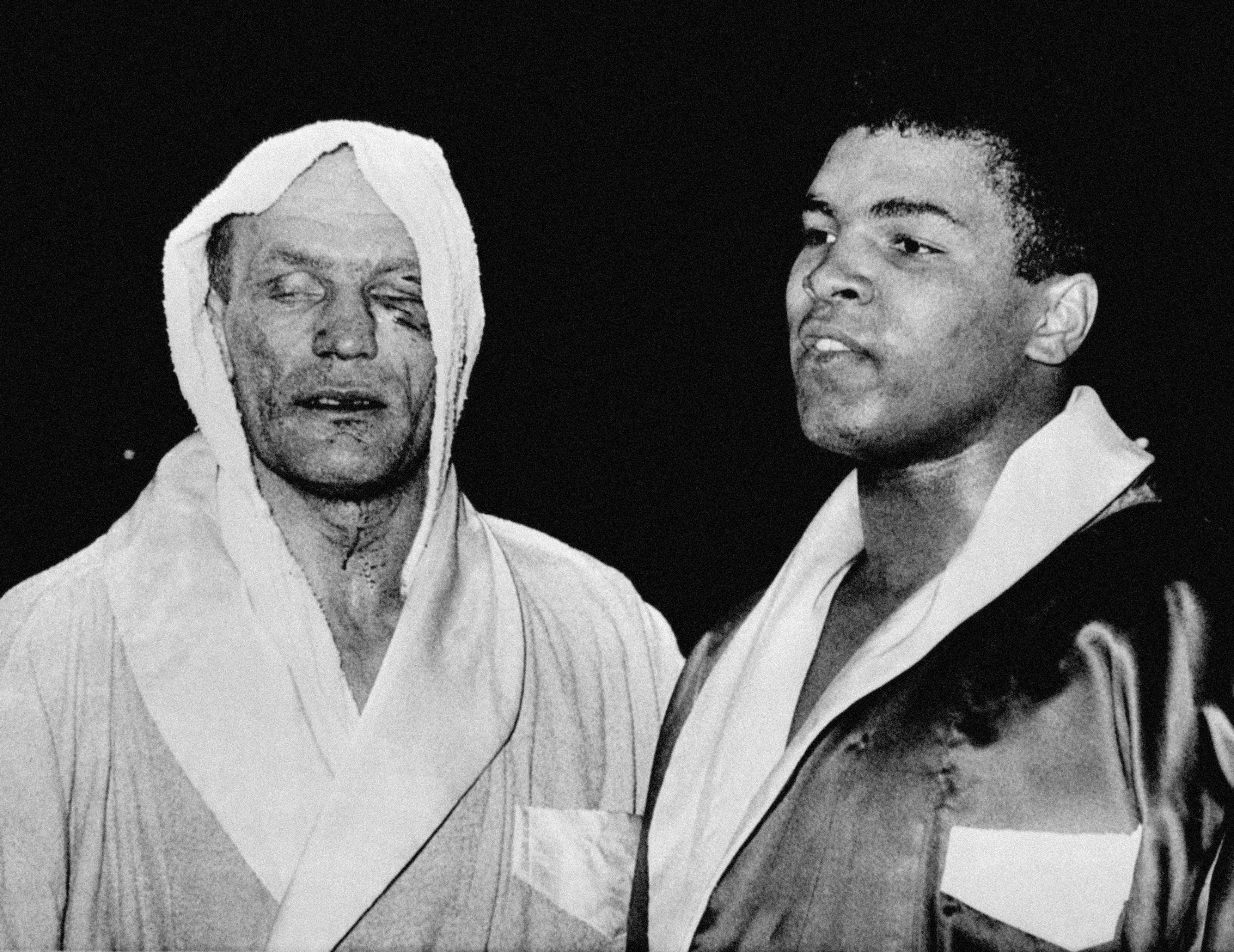
Henry Cooper (a sinistra) dopo il primo match con Cassius Clay (a destra), 18 giugno 1963

Nella sfida con l'inglese Henry Cooper a Wembley, nel 1963, lo statunitense fu atterrato nel quarto round e, al conto di quattro, fu salvato dalla campana. Rientrato stordito all'angolo, il manager Angelo Dundee informò l'arbitro che il suo assistito aveva necessità di cambiare i guantoni e chiese una pausa. Successivamente sorsero polemiche sulla stampa da parte di chi sosteneva che Clay abbia potuto beneficiare di un riposo non giustificato. In realtà un guantone del futuro campione del mondo si era veramente tagliato già al quarto round. Nel 2003, in base a un'inchiesta del quotidiano specializzato Boxing News emerse che la pausa sia durata solo qualche secondo e che i guanti non siano stati mai cambiati, per difficoltà a reperirne di nuovi. Fatto sta che, quando il match riprese, Clay attaccò furiosamente, colpendo Cooper al volto e riducendolo a una maschera di sangue. L'arbitro non poté fare a meno che fermare il massacro dopo 2:15 del quinto round e attribuire la vittoria per Kot al fuoriclasse di Louisville.
In ognuno di questi primi incontri, Clay sminuiva vocalmente i suoi avversari e si vantava delle proprie abilità sul ring. Definì Jones "un piccolo uomo brutto" e Cooper "un inesperto". Affermò inoltre di essere imbarazzato a entrare sul ring con Alex Miteff e reputò il Madison Square Garden come un'arena "troppo piccola" per lui. Questi atteggiamenti allora inusuali causarono l'ira di molti appassionati della nobile arte. Il suo comportamento provocatorio e stravagante sul ring fu ispirato dal wrestler Gorgeous George, che Ali ammirava molto.

### Campione del mondo dei pesi massimi (primo periodo 1964-1967)

#### Il primo match Liston-Clay

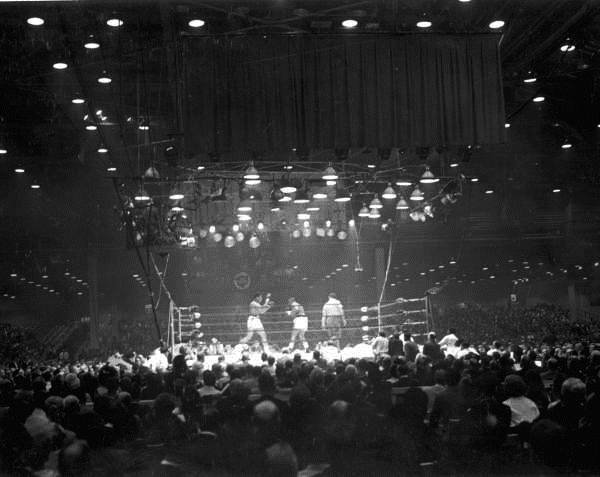
Il ring di Miami dove fu combattuto il primo match Liston-Clay

Nel 1962 il campione in carica dei pesi massimi era Sonny Liston, pugile potente e aggressivo. Aveva conquistato il titolo battendo il celebre Floyd Patterson, mettendolo KO dopo soli 2 minuti e 6 secondi, mettendo a segno una terribile combinazione di destri e sinistri. Liston si era anche aggiudicato la rivincita nuovamente per KO al primo round, dopo avergli inflitto ben tre atterramenti.
Il giovane Cassius Clay era comunque già un personaggio e aveva improvvisato un bizzarro show proprio in occasione del match di rivincita Liston-Patterson. Appena finito il match Clay salì sul ring e profferì al microfono dello speaker frasi del tipo: «Questo incontro è stato una farsa! Liston è un vagabondo! Io sono il vero campione! Datemi quel grosso brutto orso!». Quando Clay incontrò casualmente i Liston all'aeroporto, urlò insulti al loro indirizzo. Avviò poi una sfrontata campagna a beneficio della stampa denominata "la caccia al grande brutto orso"; si fece ritrarre sul ring contro un avversario camuffato da grizzly; organizzò un pullman con enormi scritte contro l'avversario, facendo schiamazzi all'una di notte sul prato della villa di Liston a Denver. A parere del suo biografo, tali episodi fecero nascere in Liston la convinzione che Clay fosse un innocuo squilibrato.
Il match fu fissato per il 25 febbraio 1964 a Miami. Secondo la maggioranza degli esperti, lo sfidante non avrebbe potuto impensierire il detentore. Il divario tra i due pugili appariva enorme: nell'imminenza del match ben 43 giornalisti su 46 indicarono Liston come il favorito. L'ex campione Rocky Marciano, come molti altri, riteneva che Clay non avrebbe superato il primo round. Anche gli allibratori non davano molte chance allo sfidante, quotando inizialmente la sua vittoria 1 a 7. Ciò convogliò un gran numero di scommesse sulla vittoria di Clay, tanto che nell'immediata vigilia del match, la quota ebbe una brusca variazione scendendo a 1 a 2.
Nelle visite mediche Cassius Clay, all'arrivo del campione del mondo in carica fu sopraffatto dallo spavento, tanto che gli strumenti registrarono un abnorme sbalzo della sua pressione sanguigna. Fu necessaria un'altra misurazione per tranquillizzare i sanitari. Nel 1991 Clay confessò al giornalista Thomas Hauser: «Ero spaventato. Sonny Liston era uno dei più grandi pugili di ogni tempo. Colpiva duro ed era deciso a uccidermi. Ma ero là, non avevo scelta: vado e combatto».
Al suono del gong, Liston si avventò brutalmente sullo sfidante, cercando di terminare l'incontro velocemente. Tuttavia, la superiore velocità di Clay e la sua migliore mobilità sul ring furono subito evidenti, tanto che riuscì a evitare i colpi dell'avversario. Nel prosieguo del round, Clay prese sempre più confidenza. Colpì Liston con una combinazione che mandò in visibilio la folla. Nel secondo round, la "danza" dello sfidante attorno a Liston proseguì senza danni apparenti ma nel finale il campione del mondo riuscì a metterlo alle corde e a colpirlo con un potente gancio sinistro. Nella terza ripresa, sembrò che Clay avesse ripreso il controllo del match. Dopo circa 30 secondi mise a segno ai danni di Liston alcune combinazioni di colpi, causandogli una ferita sotto l'occhio sinistro, che poi richiese otto punti di sutura.
Al termine della quarta ripresa, Clay, tornato al suo angolo, disse al suo allenatore Angelo Dundee che gli bruciavano gli occhi e non ci vedeva quasi più. Dundee gli rispose che si trattava di un match per il titolo mondiale e doveva resistere e tenere duro ugualmente. Successivamente Clay avrebbe detto che durante il round seguente era riuscito a vedere solamente la sagoma di Liston, ma che la sua velocità lo aveva salvato. Alcuni nell'ambiente della boxe ipotizzarono che una sostanza utilizzata sui guantoni da uno dei secondi di Liston, Joe Pollino, possa aver inavvertitamente causato l'irritazione oculare che accecò momentaneamente Clay nel quinto round. Due giorni dopo l'incontro, il pugile Eddie Machen disse che i secondi di Liston avevano fatto un uso deliberato di sostanze illegali al fine di accecare Clay. «Mi capitò la stessa cosa quando affrontai Liston nel 1960», dichiarò Machen «Pensai che gli occhi mi stessero prendendo fuoco, e Liston sembrava sapere benissimo cosa mi stava accadendo».
Nel sesto round, Clay si riprese e cominciò a tempestare di pugni l'avversario, aggiudicandosi largamente la ripresa. Al rientro all'angolo, Liston si mostrò con il volto tumefatto e con la ferita all'occhio sinistro sanguinante. Il campione del mondo aveva la spalla praticamente paralizzata e ne aveva abbastanza. Indicò ai suoi secondi di voler abbandonare sputando il paradenti e dicendo: «Questo è tutto».
Nell'imminenza del gong del settimo round, Clay fu il primo a capire che Liston si era ritirato. Si portò al centro del ring sgambettando con le braccia alzate in segno di vittoria mentre Howard Cosell, telecronista a bordo ring, urlava. Sentendo di avere compiuto un'impresa storica, si mise a urlare: «I'm the greatest!» (Sono il più grande!). Cassius Clay fu dichiarato vincitore per knock-out tecnico dovuto all'abbandono dell'avversario. Al momento della sospensione le valutazioni dei giudici di gara indicavano perfetta parità: il giudice Felix valutava 57-57, Bernie Lovett 58-56 a favore di Liston, Gus Jacobson 58-56 a favore di Ali. Durante la tradizionale conferenza stampa post-match, Clay definì "ipocriti" i giornalisti e disse: «Guardatemi. Non un segno in faccia. Non potrei mai essere un perdente. Sono troppo grande. Salutate il campione!». L'incontro fu dichiarato da Ring Magazine il match dell'anno ma anche "sorpresa dell'anno".
L'infortunio alla spalla di Sonny Liston fu effettivamente diagnosticato il giorno successivo in ospedale. I secondi di Liston ritenevano che il campione si fosse infortunato al primo round. Secondo la moglie Geraldine invece il campione si era slogato la spalla qualche tempo prima del match, ma non vi aveva dato peso. Si ritenne anche che Liston non si fosse adeguatamente allenato. Infatti il campione era apparso l'ombra del micidiale picchiatore degli anni precedenti; la sua ridotta aggressività e le goffe movenze sul ring avevano esaltato l'agilità dell'avversario.

#### Il cambio del nome e la rivincita Ali-Liston

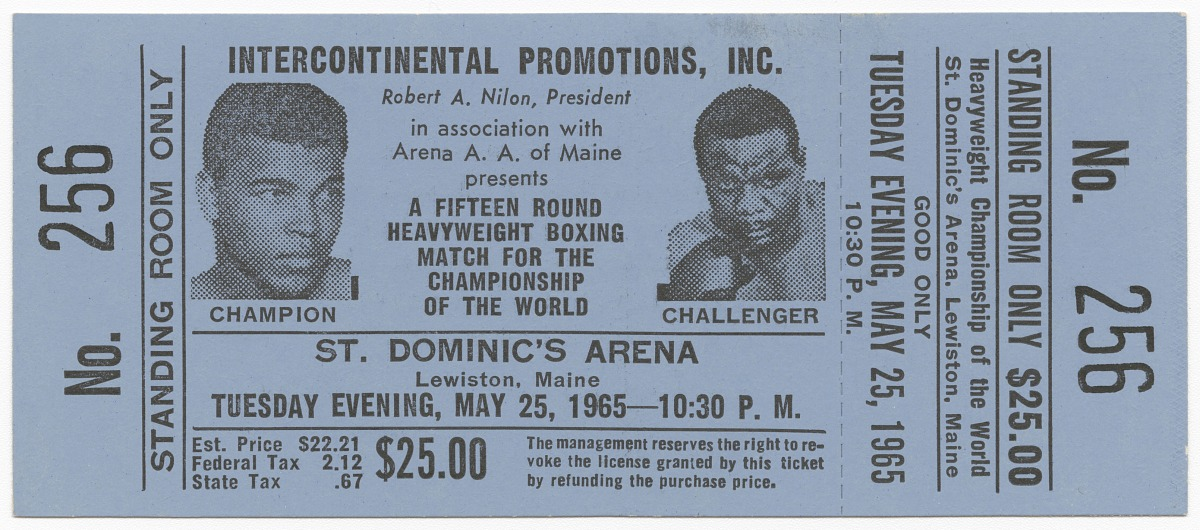
Il biglietto del secondo match Clay-Liston. Lewiston, 25 maggio 1965

Il 27 febbraio 1964, due giorni dopo la conquista del titolo, Clay annunciò di essersi convertito alla fede islamica e di aver aderito alla Nation of Islam. Adottò in un primo momento il nome di Cassius X, ma a marzo iniziò a farsi chiamare Muhammad Ali.
Rifiutato dalle principali sedi pugilistiche americane e da Las Vegas, il match di rivincita con Liston subì un rinvio di sei mesi a causa di un'operazione di ernia intestinale cui fu sottoposto il neo-campione del mondo. Per tale motivo Ali fu dichiarato decaduto da parte della WBA che, nel frattempo, allestì un match per l'attribuzione della cintura, vinto da Ernie Terrell ai punti su Eddie Machen.
La rivincita Ali-Liston, valida per la sola WBC si disputò Il 25 maggio 1965 a Lewiston nel Maine, una sede secondaria, di fronte a una platea semivuota. I biglietti venduti furono 8.297 sui 15.744 posti dell'arena. L'organizzatore ebbe un passivo di oltre 300.000 dollari.
Il clima della serata era molto teso. Si temeva un attentato durante il match: i giornalisti a bordo ring erano protetti da scudi antiproiettile. Prima dell'incontro, Muhammad Ali aveva ricevuto minacce di morte dai seguaci di Malcolm X, che ritenevano la setta dei Black Muslims (di cui Ali faceva parte), colpevole dell'agguato che aveva causato la morte del leader. In particolare, circolava insistente la voce di un imminente attentato a Ali nella notte precedente il match. Secondo il suo biografo, Sonny Liston affrontò l'incontro mal preparato. Immagini dell'epoca mostrano Liston come un uomo invecchiato e talvolta impaurito. Dave Anderson del New York Times disse che Liston "sembrava in pessima forma e aveva un aspetto orribile" nella sua ultima seduta di allenamento prima del match.

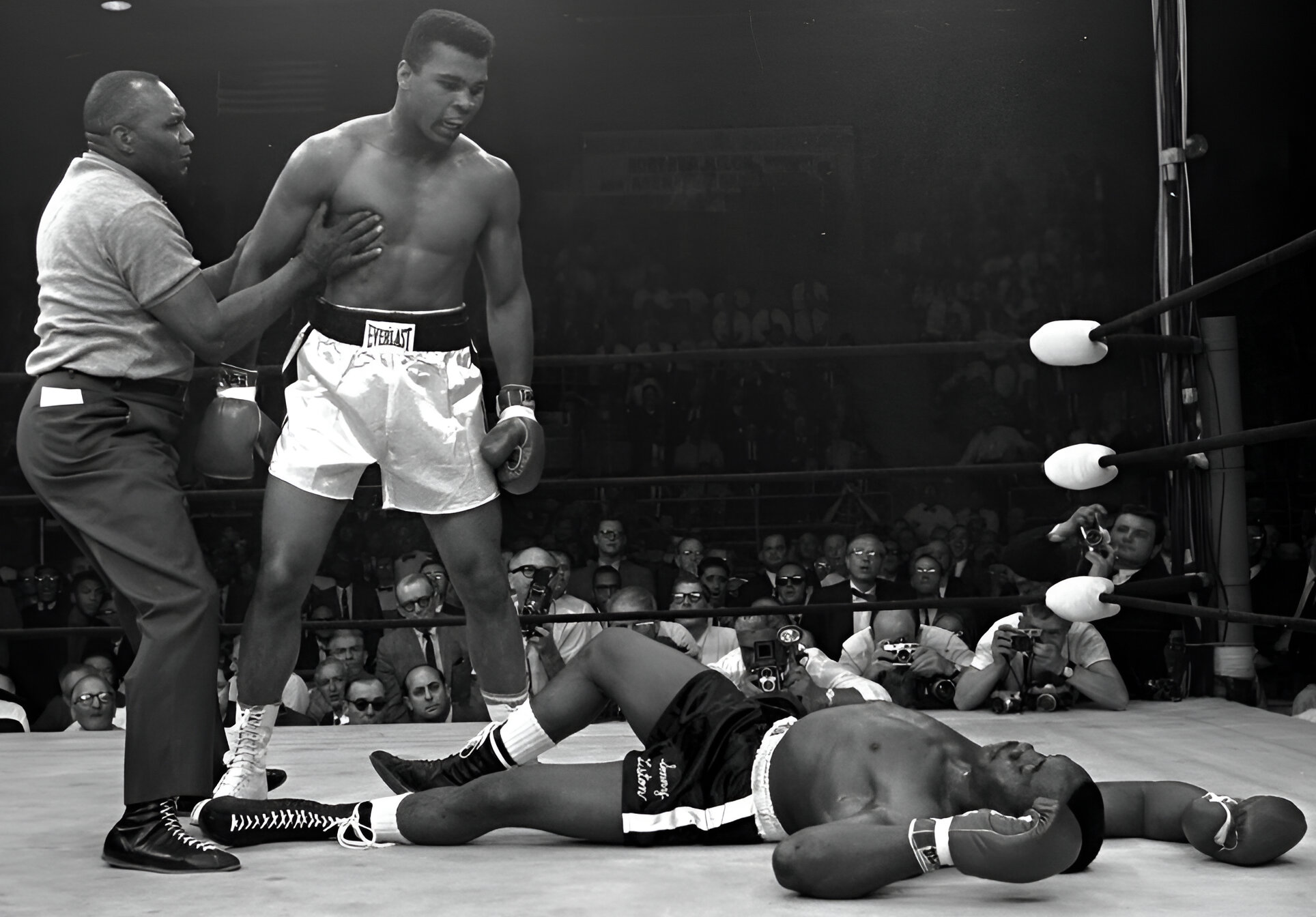
Muhammad Ali, a stento trattenuto dall'arbitro Walcott, insulta Liston sdraiato al tappeto

Al minuto 1:44 della prima ripresa il campione del mondo colpì l'avversario con un colpo d'incontro apparentemente innocuo, passato alla storia come il cosiddetto "pugno fantasma" (the phantom punch). Liston finì al tappeto tramortito. Invece di andare al suo angolo e attendere il conteggio Muhammad Ali si mise a insultare l'avversario al tappeto. Ali sembrò ritenere che il colpo con il quale aveva abbattuto l'avversario non fosse risolutivo e invitò con veemenza lo sfidante ad alzarsi per continuare il match. L'immagine del campione del mondo che sovrasta Liston al tappeto è divenuta una delle icone del pugilato della nostra epoca. Nel frattempo il cronometrista a bordo ring, Francis Mc Donough, aveva dato inizio al regolare conteggio. 
Approfittando che l'inesperto arbitro Jersey Joe Walcott (un ex campione del mondo della categoria) era impegnato a frenare le invettive del campione del mondo, Liston indugiò a rialzarsi. Quando lo fece erano passati dodici secondi dall'atterramento. Walcott fece riprendere il match. In un secondo momento, su segnalazione di uno dei giornalisti a bordo ring, Nat Fleischer, editore della rivista The Ring e del cronometrista, si accorse dell'errore e sospese il combattimento dichiarando Ali vincitore per KO a 2:12 della prima ripresa.
Mentre Ali viene osannato e festeggiato, Liston si aggira sconsolato sul ring ed all'incontro con un suo assistente, lo si nota chiaramente vacillare ed ondeggiare come se non si fosse ancora pienamente ripreso dal pugno subito. «È stato un buon destro», disse Liston dopo il match. «Mi ha stordito. Mi sono inginocchiato ma poi sono caduto la seconda volta perché avevo perso l'equilibrio. [...] Avrei potuto alzarmi, ma non ho sentito il conteggio». Numerosi fans però iniziarono a protestare urlando perché ritenevano l'incontro una farsa e che fosse stato truccato. Nel match si erano verificate molte violazioni al regolamento. Tra queste il comportamento di Muhammad Ali dopo l'atterramento e quello dell'arbitro, che non aveva ammonito ufficialmente Ali né si era accorto del procedere del conteggio mentre era impegnato ad allontanare il campione del mondo.
Gli scettici ben presto definirono il KO come frutto di un "pugno fantasma". La ripresa in diretta del combattimento sembrava aver mostrato che il pugno incriminato avesse raggiunto la guancia di Liston con una forza di impatto limitata. Anche Ali immediatamente dopo il combattimento affermò di non essere ben sicuro che il suo colpo fosse andato a segno, e ancora sul ring chiese al suo entourage: «L'ho colpito?». Al ministro della Nation of Islam Abdul Rahman, Ali disse che Liston "si era sdraiato a terra" ma Rahman gli ripose: «No, l'hai colpito».
A bordo ring, tuttavia, ci fu anche chi era convinto dell'efficacia del pugno. Jim Murray del Los Angeles Times scrisse che non c'era stato nessun "pugno fantasma". Tex Maule di Sports Illustrated scrisse: «Il colpo ebbe una tale forza da sollevare il piede sinistro di Liston, sul quale poggiava la maggior parte del suo peso». Tra gli osservatori a bordo ring, l'ex campione del mondo dei pesi massimi James J. Braddock, disse di avere il sospetto che il destro di Ali si fosse limitato a concludere ciò che aveva iniziato un precedente colpo. «Ho la sensazione che questo ragazzo (Ali) sia molto meglio di quanto nessuno abbia mai pensato», concluse Braddock.
Secondo gli esperti che hanno successivamente visionato al rallentatore la ripresa, il colpo di Ali, assestato da brevissima distanza e quasi invisibile, sembrò aver colpito la tempia dell'avversario, che in quel momento stava portando un attacco con il suo caratteristico stile ed era fortemente sbilanciato in avanti. Un altro ex campione del mondo, Rocky Marciano, cambiò idea circa il KO dopo aver visionato un filmato dell'incontro il giorno successivo. «Non pensai che fosse un pugno così potente quando vidi l'incontro a bordo ring» disse Marciano. «Ora (dopo aver visto il filmato) penso che Clay, vedendo Liston a guardia scoperta, abbia dato forza al pugno negli ultimi centimetri».
Larry Merchant scrisse 50 anni più tardi: «Ho visto veramente il pugno arrivargli sul mento, come anche altri nella mia postazione della sezione stampa. Era un destro veloce che colpì Liston mentre si faceva avanti ... Secondo i dottori in prima fila con cui ho parlato, era stato un classico esempio di KO a scoppio ritardato». «Molti spettatori nell'arena non videro [il pugno], comprensibilmente», scrisse Merchant, «o non potevano credere che fosse stato così forte da buttare giù l'apparentemente indistruttibile ex campione». Egli descrisse inoltre la credenza che il match fosse truccato come: «un mito duro a morire».
Nel 2004 Ali è tornato sull'argomento nella sua ultima intervista ufficiale, cui ha risposto con l'aiuto dei familiari.

#### Difese del titolo mondiale

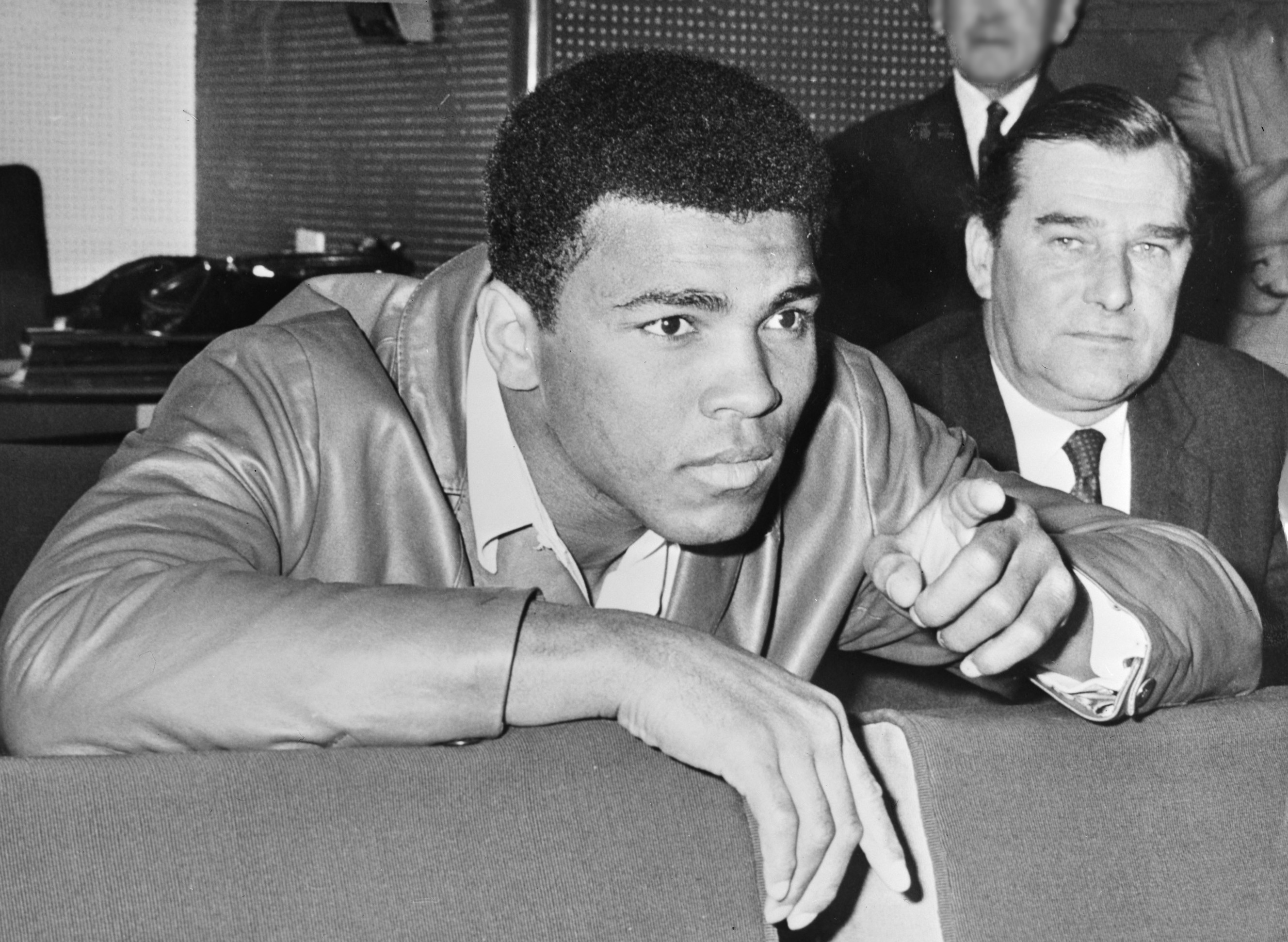
Muhammad Ali nel 1966

Ali difese il titolo altre otto volte. Batté Floyd Patterson mettendolo anche in ginocchio al sesto round, ma l'ex campione riuscì a boxare sino al dodicesimo quando l'arbitro non lo ritenne più in grado di proseguire e attribuì la vittoria ad Ali per knock-out tecnico. Fu un incontro a senso unico, con il campione che si divertì a sbeffeggiare e a girare attorno all'avversario per tutta la durata del match.
Il 29 marzo 1966, a Toronto, affrontò il canadese George Chuvalo, battendolo ai punti ma per la prima volta fu costretto a combattere sino alla distanza delle quindici riprese. Poi intraprese una tournée in Europa per combattere con i più forti pugili europei. Il 21 maggio, all'Arsenal Stadium di Londra, ci fu la riedizione del match con Henry Cooper ed ebbe lo stesso risultato del precedente: Ali ridusse il volto del trentaduenne britannico a una maschera di sangue e l'incontro fu interrotto per KOT alla sesta ripresa. Il 6 agosto a Kensington, batté al terzo round Brian London. Secondo alcuni è stato anche il KO più bello di Ali, dato che fu velocissimo e colpì l'avversario sorprendendolo fino a farlo cadere. In settembre il campione d'Europa Karl Mildenberger, sul ring di Francoforte, resisté per undici round ai colpi dell'avversario. All'ottavo round colpì Alì con un micidiale gancio al fegato, senza alcun effetto apparente sul campione del mondo. Poi, a seguito di una raffica di pugni del detentore, a 1:28 del dodicesimo round, l'arbitro non poté che constatare l'impossibilità di proseguire da parte dello sfidante e attribuì la vittoria ad Ali per Kot.
Tornato negli Stati Uniti, batté a Houston Cleveland Williams, antico avversario di Liston, per KOT al terzo round. Il 6 febbraio 1967, all'Astrodome di Houston, fu allestito il match per la riunificazione del titolo mondiale dei massimi tra Ernie Terrell, riconosciuto dalla WBA e Muhammad Ali, riconosciuto dalla WBC e dalla rivista Ring Magazine. Di fronte a 37.321 spettatori, Ali si aggiudicò il match dominando praticamente tutte le quindici riprese anche se costretto da Terrel a combattere sino alla campana finale. Il match è passato alla storia perché, a partire dall'ottavo round, Ali ha iniziato a colpire Terrell, domandandogli ripetutamente: «Come mi chiamo?». Questo perché Terrel si era rifiutato di chiamarlo con il nome da lui assunto dopo la conversione all'islamismo. Dopo questa vittoria Ali fu unanimente riconosciuto campione del mondo dei pesi massimi.
Poi affrontò Zora Folley, che subì una dura punizione, finendo KO al minuto 1:48 del settimo round. Scherzando, Muhammad Ali disse di Folley che era una persona così gentile che il riuscire a maltrattarlo prima del match, come faceva abitualmente con gli avversari, gli aveva procurato seri problemi.
In definitiva, dopo esser diventato campione mondiale Ali affrontò tutti i pugili più quotati dell'epoca, rimanendo sempre imbattuto.

### La squalifica

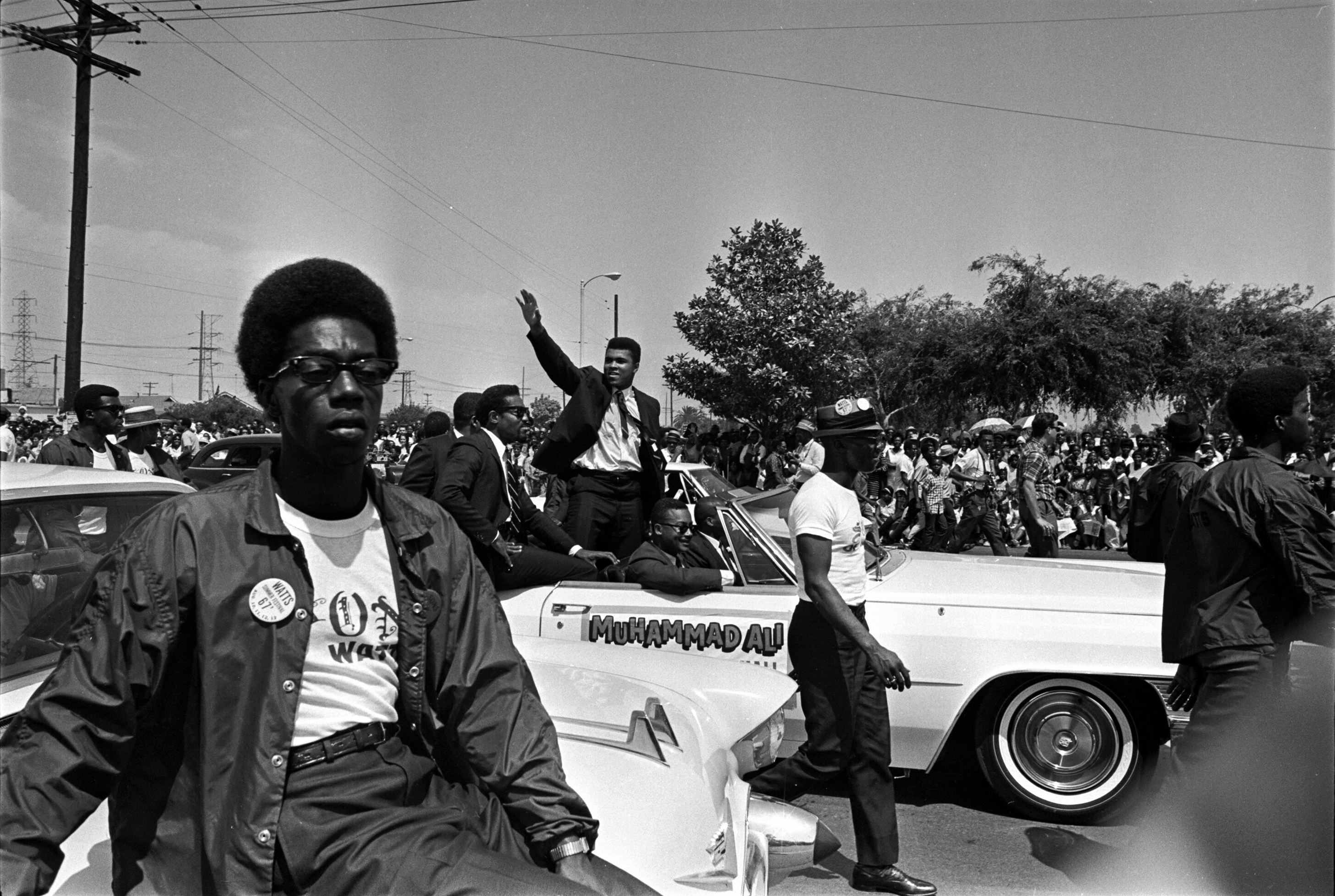
Muhammad Ali saluta la folla da un'automobile al Watts Summer Festival, 14 agosto 1967

Nel marzo 1966 Ali rifiutò di essere arruolato nelle forze armate onde evitare di combattere in Vietnam. Ciò nel 1967 gli costò la condanna a 5 anni di prigione (per renitenza alla leva) e il ritiro della licenza da parte delle commissioni atletiche pugilistiche statunitensi. Di conseguenza non poté combattere dal marzo 1967 all'ottobre 1970, cioè da 25 a quasi 29 anni.
Note furono le sue battute al riguardo:

### Il ritorno dopo una lunga assenza
Impossibilitato a combattere, Ali fu privato del titolo dalla WBA che allestì un torneo eliminatorio per l'attribuzione della cintura mondiale. Il 27 aprile 1968 il titolo fu conquistato da Jimmy Ellis, già suo sparring partner, battendo in finale ai punti Jerry Quarry. Contemporaneamente, nel "sottoclou" del terzo match mondiale dei pesi medi, Benvenuti-Griffith, la Commissione atletica dello Stato di New York, allestì un altro incontro per l'attribuzione della cintura vacante dei massimi tra il campione olimpico di Tokyo 1964, Joe Frazier e Buster Mathis, nel quale uscì vincitore Frazier. A questo punto anche la WBC dichiarò decaduto Ali e fu allestito un match per l'individuazione unanime del campione del mondo tra Joe Frazier e Jimmy Ellis che fu vinto da Frazier il 16 febbraio 1970. Nel frattempo, però, Ali, non essendo mai stato sconfitto sul ring era ancora riconosciuto campione dalla rivista specializzata The Ring e fruiva dello status di campione lineare. Sorse così la rivalità Ali-Frazier.
Nel 1970, Ali poté riottenere la licenza grazie a una sentenza del tribunale. Tornò sul ring battendo Jerry Quarry per KO tecnico al terzo round. Trovò poi in Oscar Bonavena l'avversario ideale che lo legittimasse come sfidante al titolo mondiale WBA-WBC. Coriaceo, potente e coraggioso, nella sua carriera, sebbene avesse perso alcuni incontri ai punti, l'argentino non era mai stato atterrato. Inoltre, avendo già incontrato due volte Frazier infliggendogli un paio di knock-down, poteva costituire un buon metro di paragone. Il match fu preceduto da una burrascosa conferenza stampa, improvvisata durante le operazioni di peso, nel corso della quale i due fecero roboanti dichiarazioni di vittoria, si minacciarono a vicenda e si insultarono. Il match, disputatosi il 7 dicembre 1970 metteva in palio il titolo nordamericano vacante e mantenne tutte le sue promesse. Bonavena riuscì spesso a tener testa al più famoso avversario, per essere però fermato per KOT alla quindicesima ripresa, dopo essere andato al tappeto per la terza volta nello stesso round.

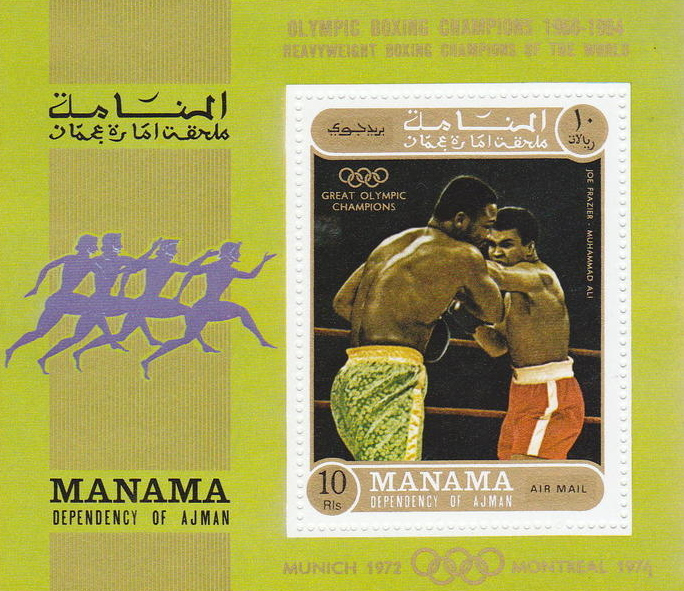
Una fase del match Frazier-Ali in un francobollo del 1971

Il successivo incontro, valido per il titolo mondiale dei pesi massimi fu contro il detentore del titolo Joe Frazier in quello che è stato all'epoca definito come "l'incontro del secolo". Il match si svolse a New York, e fu seguito televisivamente da milioni di persone. Ali però non si impose su Frazier, che anzi riuscì a metterlo al tappeto al 15º round dopo averlo fatto barcollare diverse volte nel corso dell'incontro. Ali si rialzò ma perse comunque ai punti per verdetto unanime (9-6, 11-4 e 8-6-1) e conobbe la sua prima sconfitta.
Nel primo match combattuto dopo la sua sconfitta con Frazier, nel luglio 1971, Ali affrontò l'ex campione del mondo WBA Jimmy Ellis. In palio era il titolo nordamericano nuovamente vacante. All'Astrodome di Houston, di fronte a 31.947 spettatori, il fuoriclasse di Louisville batté il suo ex sparring-partner per knock-out tecnico alla dodicesima ripresa. In quell'occasione - e per l'unica volta - Ali ebbe di fronte il suo storico allenatore Angelo Dundee, che era all'angolo di Ellis.
Nel giro di un anno, Ali difese vittoriosamente tre volte il titolo nordamericano, battendo ai punti Buster Mathis, ancora George Chuvalo e nuovamente Jerry Quarry per KOT al settimo round. Il 26 dicembre 1971, all'Hallenstadion di Zurigo, inflisse una dura punizione al tedesco Jürgen Blin mettendolo KO alla settima ripresa.
Nel settembre 1972 mise in palio il titolo nordamericano contro l'anziano Floyd Patterson che batté nuovamente per KO tecnico. Successivamente, mise knockout all'ottavo round, dopo averlo atterrato sette volte, il dominatore dei mediomassimi Bob Foster che aveva velleitariamente tentato la scalata al titolo nordamericano della categoria superiore.
Il 14 febbraio 1973, a Las Vegas, incontrò il campione europeo Joe Bugner, battendolo ai punti per decisione unanime, con un margine dai tre ai cinque punti. Il 31 marzo a San Diego, mise nuovamente in palio il titolo NABF contro Ken Norton. Questi, nonostante il suo record di 29-1-0, non sembrava un avversario all'altezza di Ali; sul ring però Norton riuscì a sovvertire i pronostici: i suoi duri colpi finirono per fratturare la mascella dell'ex campione del mondo e vinse ai punti in 12 riprese.
Fu la seconda sconfitta di Ali, da professionista. Norton, peraltro, nella rivincita del 10 settembre 1973, fu sconfitto ai punti da Ali che lo costrinse a restituirgli il titolo NABF.
Il 21 gennaio dello stesso anno Joe Frazier aveva perso inaspettatamente il titolo sotto i pugni dell'ex campione olimpico di Mexico 1968, lo statunitense George Foreman. L'incontro fu disputato a Kingston capitale della Giamaica, dove Frazier venne letteralmente travolto dalla terrificante potenza dello sfidante, finendo sei volte al tappeto nei primi due round. Così, all'ultimo atterramento, causato da un violentissimo montante destro, l'arbitrò pose termine al combattimento decretando la vittoria di Foreman per ko tecnico e la conseguente aggiudicazione del titolo mondiale al nuovo astro del pugilato. Dopo il match, riferendosi a Frazier, Ali dichiarò: «Non mi ero reso conto di averlo conciato così male (dopo l'incontro del 1971, n.d.r.)».
Un anno dopo, Il 28 gennaio 1974 si tenne anche la rivincita tra Ali e Frazier con in palio il titolo NABF. Durante la visita dei pugili alla sede dell'ABC nacque un diverbio tra i due, dopo che Ali definì Frazier «un ignorante». La veemente reazione di quest'ultimo provocò l'intervento dei membri dello staff, scongiurando un possibile scontro fisico. Ali era leggermente favorito per la vittoria. Sul finire del secondo round, Frazier rimase ferito da un destro dell'avversario. Riuscì a chiudere in piedi la ripresa grazie all'intervento dell'arbitro Perez che aveva fermato i due pugili, convinto erroneamente di aver udito la campana. Con il suo veloce ritmo, tuttavia, Ali mantenne l'esito della lotta in proprio favore, vincendo con decisione unanime al termine delle 12 riprese.

### The Rumble in the Jungle

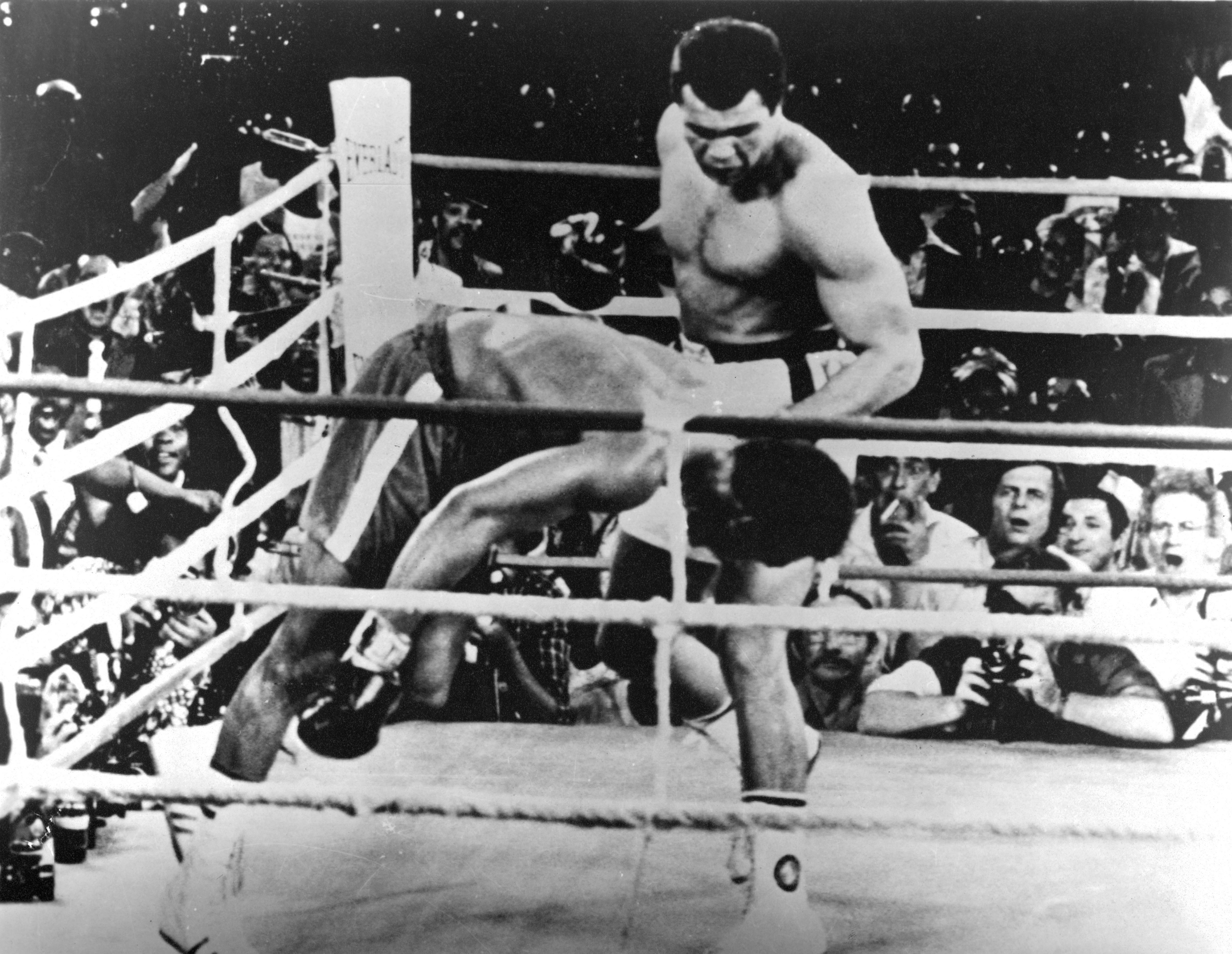
Muhammad Ali mette fuori combattimento George Foreman, Kinshasa 1974

Successivamente George Foreman affrontò Ken Norton e lo mise al tappeto in due round. Avendo battuto gli unici due pugili capaci di sconfiggere Ali, Foreman decise di voler dare una dimostrazione al mondo intero di chi era effettivamente il più forte, così nel 1974 si organizzó lo scontro tra Ali e Foreman, noto come The Rumble in the Jungle. Ali era di nuovo sfavorito dalla stampa 3 a 1.
Il 30 ottobre dello stesso anno Muhammad Ali affrontò quindi George Foreman a Kinshasa, nello Zaire. Prima del match Ali cercò di innervosire il suo avversario con del trash-talking, insultandolo pesantemente e irritandolo con i suoi comportamenti provocatori. Il pubblico manifestò il suo forte sostegno ad Ali e la sua ostilità verso Foreman; la gente gridava: Ali boma ye ovvero "Ali uccidilo".
Il match iniziò alle 4 di mattina: nel primo round Ali dimostrò un'inattesa aggressività e colpì ripetutamente Foreman al volto ma venne poi costretto alle corde e dovette subire i colpi dell'avversario. Foreman per i successivi round continuò a mettere sotto pressione Ali e stringerlo alle corde. Ali diversamente dalle previsioni della vigilia, non ricorse alla sua classica tattica basata sulla mobilità ma sembrò limitarsi a subire, stretto alle corde, i colpi dell'avversario. Egli, mentre era costretto a parare i continui colpi dell'avversario, peraltro non diede segni di cedimento e continuò a provocare e insultare Foreman cercando di scuotere la sua sicurezza. Gli osservatori non compresero la tattica apparentemente rinunciataria di Ali, ma con il trascorrere dei round l'azione di Foreman apparve più disordinata e il pugile diede i primi segni di stanchezza fisica. Alí ne approfittò e nel quinto round una serie velocissima al volto colpì il campione facendolo barcollare. All'ottavo round George Foreman apparve stremato e Alí poté infine prendere l'iniziativa e con una serie rapidissima di colpi culminata con un diretto destro, mise al tappeto il campione, mentre il pubblico esultava per l'esito scioccante del confronto. George Foreman non riuscì a rialzarsi in tempo e venne dichiarato sconfitto per KO all'ottava ripresa.
Ali vinse l'incontro grazie a una tattica sorprendente e del tutto imprevista chiamata rope-a-dope; persino i suoi allenatori erano stupefatti e sul momento furono increduli per l'andamento dello scontro. Dopo aver proclamato per settimane che avrebbe "ballato" sul ring e che Foreman non lo "avrebbe mai colpito", Alí invece rimase alle corde per quasi tutti gli otto round e subì quasi costantemente i colpi dell'avversario, facendo sfogare tutta la potenza di cui disponeva Foreman contro un bersaglio inaspettatamente "elastico" costituito dal corpo di Ali e le corde del ring: l'azione elastica delle corde attenuava la potenza dei colpi di Foreman. Ali riuscì infine a vincere, divenendo campione del mondo per la seconda volta. Il match fu riconosciuto come Fight of the year per l'anno 1974 dalla rivista Ring Magazine.

### The Thrilla in Manila

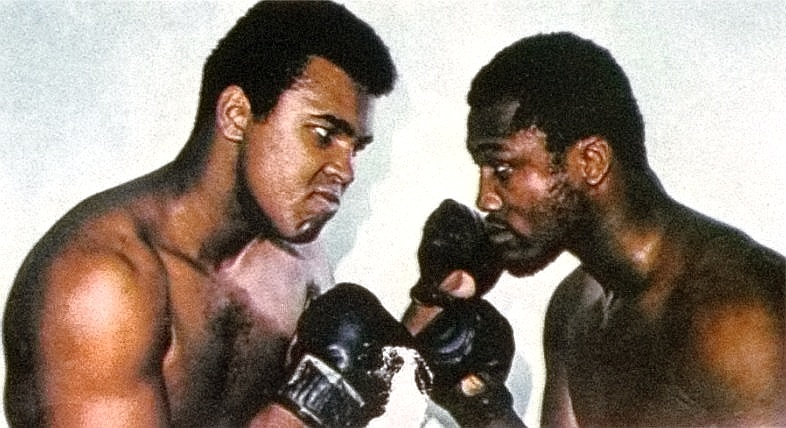
Ali vs. Frazier in uno scatto pubblicitario

Il 1º ottobre del 1975 Ali affrontò Frazier per la terza e ultima volta, mettendo in palio il suo titolo mondiale, per stabilire chi dei due fosse definitivamente il più forte. L'incontro si tenne a Manila, nelle Filippine, e fu denominato Thrilla in Manila.
Fu un match drammatico che vide i pugili combattere con enorme ardore, senza risparmiarsi un istante. Tutti e due combatterono in maniera estenuante tanto che i critici in seguito votarono quel match come il più brutale mai visto. Prima dell'inizio della quindicesima e ultima ripresa l'allenatore di Frazier ritirò il suo atleta, messo in grande difficoltà dai jab di Ali. Comunque al momento del ritiro del rivale, il Campione era in vantaggio ai punti.
Questo match fu riconosciuto come Fight of the year per l'anno 1975 dalla rivista Ring Magazine. Nella lista compilata dalla medesima rivista relativa ai 100 più grandi combattimenti di tutti i tempi con titolo in palio, il match è inserito al 1º posto.

### Il declino e gli ultimi match
Dal 1976 la velocità di Ali cominciò a diminuire, probabilmente a causa dell'avanzare dell'età, e dal 1977 non riuscì più a mettere KO i suoi avversari. Un segnale dell'evidente declino di Ali fu la vittoria unanime ai punti contro Jimmy Young. Secondo l'agenzia di stampa Associated Press, Young avrebbe meritato di vincere con un vantaggio di tre punti. Molto deludente anche la vittoria ai punti contro Alfredo Evangelista, un pugile poco dotato. Nel 1977 Ali affrontò Earnie Shavers, battendolo per decisione unanime ai punti in un incontro spettacolare. Ali dichiarò in seguito che Shavers fu il più potente pugile che avesse mai affrontato. In molti attribuiscono alla violenza di questo incontro la malattia che qualche anno dopo lo avrebbe colpito.
Nel 1978 perse il titolo per decisione non unanime ai punti contro Leon Spinks, il quale perse subito dopo il titolo WBC per essersi rifiutato di combattere contro Ken Norton, contendente numero uno a quel tempo per il titolo unificato. Ali vinse per decisione unanime ai punti la rivincita contro Spinks, riottenne il titolo WBA, ma subito dopo annunciò il suo ritiro.
Ritornò nel 1980 per tentare di riconquistare il titolo WBC contro Larry Holmes; per arrivare preparato all'incontro assunse una grande quantità di diuretici, ma non fecero altro che appesantirlo. Resistette fino alla decima ripresa, finché Dundee gettò la spugna e lo ritirò dal match. Combatté per l'ultima volta l'11 dicembre 1981 alle Bahamas contro Trevor Berbick e perse per decisione unanime ai punti dopo dieci round. In quel combattimento Ali apparve molto lento nei movimenti e il suo allenatore Angelo Dundee notò che parlava più lentamente del solito: erano i primi sintomi della Sindrome di Parkinson.
Su 61 incontri disputati, vanta un record di 56 vittorie, 37 delle quali per KO. Ha perso prima del limite una sola volta (a 38 anni per getto della spugna).

### Stile di combattimento
Nella prima fase della carriera Clay mostrò un'eccezionale velocità di mani e piedi per un pugile della sua stazza: era solito tenere le mani basse ed evitava i colpi alla testa con frequenti spostamenti di direzione. Col passare del tempo sviluppò un jab pungente e migliorò la potenza dei suoi destri.
Prima del ritiro della licenza, il suo stile di combattimento era incentrato su un notevole gioco di gambe, atto a consentirgli una elevata dinamicità, prontezza di riflessi nello schivare i colpi degli avversari (qualità che gli permetteva addirittura di combattere con la guardia perennemente abbassata) e velocità esecutiva nel finalizzare l'attacco.
Al ritorno sul ring, Ali non fu più capace di "ballare" come prima e dovette concentrarsi di più sui pugni che sul lavoro di gambe. Tuttavia acquisì notevoli capacità di incassatore, dimostrate sia nell'incontro di Kinshasa sia in quello di Manila.
Il suo pugilato basato sul movimento di gambe resta comunque inimitabile per qualsiasi pugile di categoria "pesante". Egli una volta disse: "Vola come una farfalla, pungi come un'ape" per sottolineare la leggerezza dei suoi stessi movimenti, coadiuvata da una tecnica sopraffina.

### Periodo successivo al ritiro

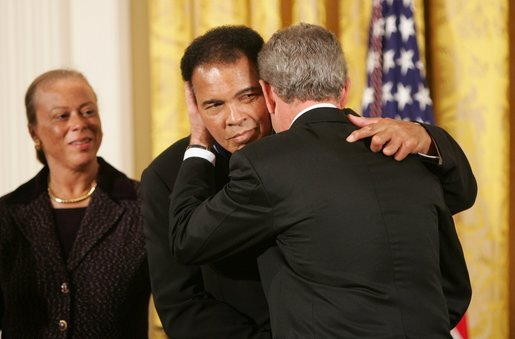
Muhammad Ali riceve la Medaglia presidenziale della libertà dal presidente Bush, 9 novembre 2005

Ritiratosi definitivamente dall'attività agonistica nel 1981, nel 1984 gli fu diagnosticata la malattia di Parkinson. Commosse il mondo apparendo come ultimo tedoforo alle Olimpiadi di Atlanta del 1996; in quell'occasione gli fu anche riconsegnata la medaglia d'oro vinta a Roma nel 1960.
Nel 1998, Ali cominciò a collaborare con l'attore Michael J. Fox, anche lui affetto da Parkinson, per aumentare la consapevolezza nella gente e per aiutare la ricerca di fondi per la malattia. Fecero un'apparizione insieme davanti al Congresso degli Stati Uniti nel 2002. Nel 2000, Ali lavorò poi con la Michael J. Fox Foundation for Parkinson's Disease per sensibilizzare e incoraggiare le donazioni per la ricerca.
Nel 1985 prese parte alla prima edizione di WrestleMania come arbitro ospite nel main event Hulk Hogan & Mr. T vs. Roddy Piper & Paul Orndorff.
Nel 1999 partecipò al XI Congresso internazionale sull'educazione alla pace svoltosi tra Comiso e Siracusa dal 3 al 5 dicembre, in cui firmò insieme ai leader politici e militari del Burundi, nonché insieme ai rappresentanti di Hutu e Tutsi, il patto di non aggressione a scuole, ospedali, luoghi di culto e orfanotrofi del Burundi, dove in quel periodo imperversava la guerra civile tra le due etnie.
Nel 2012 presenziò alle Olimpiadi di Londra e fu uno dei portatori ufficiali della bandiera olimpica alla cerimonia d'apertura, nonostante fosse evidente lo stadio avanzato del Parkinson: infatti fu assistito da sua moglie Lonnie per portarla nello stadio.

### Morte
Il 20 dicembre 2014, Ali venne ricoverato in ospedale per un caso delicato di polmonite. Venne poi curato ancora una volta il 15 gennaio 2015, per un'infezione del tratto urinario, e dimesso il giorno successivo. La sua ultima apparizione pubblica avvenne il 9 aprile 2016 a un evento di beneficenza a Phoenix, in cui apparve visibilmente indebolito.
L'ultima visita in ospedale di Ali fu il 2 giugno 2016 a Scottsdale, in Arizona, per delle complicazioni respiratorie, e rimase ricoverato per due giorni. Nonostante le sue condizioni fossero definite normali, sono poi peggiorate. Il giorno dopo, alle 6:30 del mattino, ora italiana, l'ex campione del mondo dei pesi massimi morì a 74 anni per uno shock settico, sopraggiunto in seguito all'aggravarsi del suo stato di salute.
Ali è stato commemorato a livello globale e un portavoce ha detto che la sua famiglia "crede certamente che Muhammad era un cittadino del mondo... e sanno che il mondo piange con lui." Greg Fischer, il sindaco di Louisville, ha dichiarato: "Muhammad Ali appartiene al mondo. Ma lui ha una sola città natale." Si sono uniti al cordoglio anche gli sportivi e i personaggi famosi che lo avevano conosciuto e amato.
I funerali sono iniziati a Louisville il 9 giugno 2016, con la Ṣalāt al-Janāzah, la tipica preghiera funebre islamica, alla Freedom Hall del Kentucky Exposition Center. Un corteo funebre ha attraversato le strade di Louisville, Kentucky, il 10 giugno, terminando al cimitero di Cave Hill Cemetery, dove si è svolta una cerimonia di sepoltura privata. Un servizio commemorativo pubblico per Ali al Louisville KFC Yum! Centre si è tenuto nel pomeriggio del 10 giugno, dove hanno reso omaggio al campione l'ex Presidente Bill Clinton, il giornalista televisivo Bryan Gumbel e l'attore Billy Crystal, amico intimo di Ali da 42 anni.

## Risultati nel pugilato

### Professionisti
| N. | Risultato | Record | Avversario          | Tipo | Round, tempo  | Data              | Località                                             | Note                                                                                     |
| -- | --------- | ------ | ------------------- | ---- | ------------- | ----------------- | ---------------------------------------------------- | ---------------------------------------------------------------------------------------- |
| 61 | Sconfitta | 56-5   | Trevor Berbick      | UD   | 10            | 11 dicembre 1981  | Queen Elizabeth Sports Centre, Nassau, Bahamas       |                                                                                          |
| 60 | Sconfitta | 56-4   | Larry Holmes        | TKO  | 10 (15), 3:00 | 2 ottobre 1980    | Caesars Palace, Paradise, Nevada, USA                | Per il titolo WBC e il vacante titolo The Ring dei pesi massimi                          |
| 59 | Vittoria  | 56-3   | Leon Spinks         | UD   | 15            | 15 settembre 1978 | Louisiana Superdome, New Orleans, Louisiana, USA     | Riconquista titoli WBA e The Ring dei pesi massimi                                       |
| 58 | Sconfitta | 55-3   | Leon Spinks         | SD   | 15            | 15 febbraio 1978  | Las Vegas Hilton, Winchester, Nevada, USA            | Perde titoli WBA, WBC, The Ring e Lineare dei pesi massimi                               |
| 57 | Vittoria  | 55-2   | Earnie Shavers      | UD   | 15            | 29 novembre 1977  | Madison Square Garden, New York, USA                 | Conserva titoli WBA, WBC e The Ring dei pesi massimi                                     |
| 56 | Vittoria  | 54-2   | Alfredo Evangelista | UD   | 15            | 16 maggio 1977    | Capital Centre, Landover, Maryland, USA              | Conserva titoli WBA, WBC e The Ring dei pesi massimi                                     |
| 55 | Vittoria  | 53-2   | Ken Norton          | UD   | 15            | 28 novembre 1976  | Yankee Stadium, New York, USA                        | Conserva titoli WBA, WBC e The Ring dei pesi massimi                                     |
| 54 | Vittoria  | 52-2   | Richard Dunn        | TKO  | 5 (15), 2:05  | 24 maggio 1976    | Olympiahalle, Monaco di Baviera, Germania Ovest      | Conserva titoli WBA, WBC e The Ring dei pesi massimi                                     |
| 53 | Vittoria  | 51-2   | Jimmy Young         | UD   | 15            | 30 aprile 1976    | Capital Centre, Landover, Maryland, USA              | Conserva titoli WBA, WBC e The Ring dei pesi massimi                                     |
| 52 | Vittoria  | 50-2   | Jean-Pierre Coopman | KO   | 5 (15), 2:46  | 20 febbraio 1976  | Roberto Clemente Coliseum, San Juan, Porto Rico      | Conserva titoli WBA, WBC e The Ring dei pesi massimi                                     |
| 51 | Vittoria  | 49-2   | Joe Frazier         | RTD  | 14 (15), 3:00 | 1º ottobre 1975   | Araneta Coliseum, Quezon, Filippine                  | Conserva titoli WBA, WBC e The Ring dei pesi massimi                                     |
| 50 | Vittoria  | 48-2   | Joe Bugner          | UD   | 15            | 30 giugno 1975    | Stadium Merdeka, Kuala Lumpur, Malesia               | Conserva titoli WBA, WBC e The Ring dei pesi massimi                                     |
| 49 | Vittoria  | 47-2   | Ron Lyle            | TKO  | 11 (15), 1:08 | 16 maggio 1975    | Las Vegas Convention Center, Winchester, Nevada, USA | Conserva titoli WBA, WBC e The Ring dei pesi massimi                                     |
| 48 | Vittoria  | 46-2   | Chuck Wepner        | TKO  | 12            | 24 marzo 1975     | Coliseum, Richfield, Ohio, USA                       | Conserva titoli WBA, WBC e The Ring dei pesi massimi                                     |
| 47 | Vittoria  | 45-2   | George Foreman      | KO   | 8 (15), 2:58  | 30 ottobre 1974   | Stade Tata Raphaël, Kinshasa, Zaire                  | Vince titoli WBA, WBC e The Ring dei pesi massimi                                        |
| 46 | Vittoria  | 44-2   | Joe Frazier         | UD   | 12            | 28 gennaio 1974   | Madison Square Garden, New York, USA                 | Conserva titolo NABF dei pesi massimi                                                    |
| 45 | Vittoria  | 43-2   | Rudie Lubbers       | UD   | 12            | 20 ottobre 1973   | Stade Gelora-Bung-Karno, Giacarta, Indonesia         |                                                                                          |
| 44 | Vittoria  | 42-2   | Ken Norton          | SD   | 12            | 10 settembre 1973 | The Forum, Inglewood, California, USA                | Vince titolo NABF dei pesi massimi                                                       |
| 43 | Sconfitta | 41-2   | Ken Norton          | SD   | 12            | 31 marzo 1973     | Sports Arena, San Diego, California, USA             | Perde titolo NABF dei pesi massimi                                                       |
| 42 | Vittoria  | 41-1   | Joe Bugner          | UD   | 12            | 14 febbraio 1973  | Las Vegas Convention Center, Winchester, Nevada, USA |                                                                                          |
| 41 | Vittoria  | 40-1   | Bob Foster          | KO   | 8 (12), 0:40  | 21 novembre 1972  | Sahara Tahoe, Stateline, Nevada, USA                 | Conserva titolo NABF dei pesi massimi                                                    |
| 40 | Vittoria  | 39-1   | Floyd Patterson     | RTD  | 7 (12), 3:00  | 20 settembre 1972 | Madison Square Garden, New York, USA                 | Conserva titolo NABF dei pesi massimi                                                    |
| 39 | Vittoria  | 38-1   | Alvin Lewis         | TKO  | 11 (12), 1:15 | 19 luglio 1972    | Croke Park, Dublino, Irlanda                         |                                                                                          |
| 38 | Vittoria  | 37-1   | Jerry Quarry        | TKO  | 7 (12), 0:19  | 27 giugno 1972    | Las Vegas Convention Center, Winchester, Nevada, USA | Conserva titolo NABF dei pesi massimi                                                    |
| 37 | Vittoria  | 36-1   | George Chuvalo      | UD   | 12            | 1º maggio 1972    | Pacific Coliseum, Vancouver, Canada                  | Conserva titolo NABF dei pesi massimi                                                    |
| 36 | Vittoria  | 35-1   | Mac Foster          | UD   | 15            | 1º aprile 1972    | Nippon Budōkan, Tokio, Giappone                      |                                                                                          |
| 35 | Vittoria  | 34–1   | Jürgen Blin         | KO   | 7 (12), 2:12  | 26 dicembre 1971  | Hallenstadion, Zurigo, Svizzera                      |                                                                                          |
| 34 | Vittoria  | 33-1   | Buster Mathis       | UD   | 12            | 17 novembre 1971  | Astrodome, Houston, Texas, USA                       | Conserva titolo NABF dei pesi massimi                                                    |
| 33 | Vittoria  | 32–1   | Jimmy Ellis         | TKO  | 12 (12), 2:10 | 26 luglio 1971    | Astrodome, Houston, Texas, USA                       | Vince vacante titolo NABF dei pesi massimi                                               |
| 32 | Sconfitta | 31-1   | Joe Frazier         | UD   | 15            | 8 marzo 1971      | Madison Square Garden, New York, USA                 | Per i titoli WBA, WBC, e The Ring vacante dei pesi massimi                               |
| 31 | Vittoria  | 31–0   | Oscar Bonavena      | TKO  | 15 (15), 2:03 | 7 dicembre 1970   | Madison Square Garden, New York, USA                 | Vince il titolo vacante NABF dei pesi massimi                                            |
| 30 | Vittoria  | 30-0   | Jerry Quarry        | RTD  | 3 (15), 3:00  | 26 ottobre 1970   | Municipal Auditorium, Atlanta, Georgia, USA          |                                                                                          |
| 29 | Vittoria  | 29–0   | Zora Folley         | KO   | 7 (15), 1:48  | 22 marzo 1967     | Madison Square Garden, New York, USA                 | Conserva titoli WBA, WBC, NYSAC e The Ring dei pesi massimi                              |
| 28 | Vittoria  | 28–0   | Ernie Terrell       | UD   | 15            | 6 febbraio 1967   | Astrodome, Houston, Texas, USA                       | Conserva titoli WBC, NYSAC e The Ring dei pesi massimi Vince titolo WBA dei pesi massimi |
| 27 | Vittoria  | 27–0   | Cleveland Williams  | TKO  | 3 (15), 1:08  | 14 novembre 1966  | Astrodome, Houston, Texas, USA                       | Conserva titoli WBC, NYSAC e The Ring dei pesi massimi                                   |
| 26 | Vittoria  | 26–0   | Karl Mildenberger   | TKO  | 12 (15), 1:30 | 10 settembre 1966 | Waldstadion, Francoforte, Germania Ovest             | Conserva titoli WBC, NYSAC e The Ring dei pesi massimi                                   |
| 25 | Vittoria  | 25–0   | Brian London        | KO   | 3 (15), 1:40  | 6 agosto 1966     | Earls Court Exhibition Centre, Londra, Inghilterra   | Conserva titoli WBC, NYSAC e The Ring dei pesi massimi                                   |
| 24 | Vittoria  | 24–0   | Henry Cooper        | TKO  | 6 (15), 1:38  | 21 maggio 1966    | Arsenal Stadium, Londra, Inghilterra                 | Conserva titoli WBC, NYSAC e The Ring dei pesi massimi                                   |
| 23 | Vittoria  | 23–0   | George Chuvalo      | UD   | 15            | 29 marzo 1966     | Maple Leaf Gardens, Toronto, Ontario, Canada         | Conserva titoli WBC, NYSAC e The Ring dei pesi massimi                                   |
| 22 | Vittoria  | 22–0   | Floyd Patterson     | TKO  | 12 (15), 2:18 | 22 novembre 1965  | Las Vegas Convention Center, Winchester, Nevada, USA | Conserva titoli WBC, NYSAC e The Ring dei pesi massimi                                   |
| 21 | Vittoria  | 21–0   | Sonny Liston        | KO   | 1 (15), 2:12  | 25 maggio 1965    | Civic Center, Lewiston, Maine, USA                   | Conserva titoli WBC, NYSAC e The Ring dei pesi massimi                                   |
| 20 | Vittoria  | 20–0   | Sonny Liston        | RTD  | 6 (15), 3:00  | 25 febbraio 1964  | Convention Center, Miami Beach, Florida, USA         | Vince titoli WBC, NYSAC e The Ring dei pesi massimi                                      |
| 19 | Vittoria  | 19–0   | Henry Cooper        | TKO  | 5 (10), 2:15  | 18 giugno 1963    | Wembley Stadium, Londra, Inghilterra                 |                                                                                          |
| 18 | Vittoria  | 18–0   | Doug Jones          | UD   | 10            | 13 marzo 1963     | Madison Square Garden, New York, USA                 |                                                                                          |
| 17 | Vittoria  | 17–0   | Charlie Powell      | KO   | 3 (10), 2:04  | 24 gennaio 1963   | Civic Arena, Pittsburgh, Pennsylvania, USA           |                                                                                          |
| 16 | Vittoria  | 16–0   | Archie Moore        | TKO  | 4 (10), 1:35  | 15 novembre 1962  | Memorial Sports Arena, Los Angeles, California, USA  |                                                                                          |
| 15 | Vittoria  | 15–0   | Alejandro Lavorante | KO   | 5 (10), 1:48  | 20 luglio 1962    | Memorial Sports Arena, Los Angeles, California, USA  |                                                                                          |
| 14 | Vittoria  | 14–0   | Billy Daniels       | TKO  | 7 (10), 2:21  | 19 maggio 1962    | St. Nicholas Arena, New York, USA                    |                                                                                          |
| 13 | Vittoria  | 13–0   | George Logan        | TKO  | 4 (10), 1:34  | 23 aprile 1962    | Memorial Sports Arena, Los Angeles, California, USA  |                                                                                          |
| 12 | Vittoria  | 12–0   | Don Warner          | TKO  | 4 (10), 0:34  | 28 febbraio 1962  | Convention Center, Miami Beach, Florida, USA         |                                                                                          |
| 11 | Vittoria  | 11–0   | Sonny Banks         | TKO  | 4 (10), 0:26  | 10 febbraio 1962  | Madison Square Garden, New York, USA                 |                                                                                          |
| 10 | Vittoria  | 10–0   | Willi Besmanoff     | TKO  | 7 (10), 1:55  | 29 novembre 1961  | Freedom Hall, Louisville, Kentucky, USA              |                                                                                          |
| 9  | Vittoria  | 9–0    | Alex Miteff         | TKO  | 6 (10), 1:45  | 7 ottobre 1961    | Freedom Hall, Louisville, Kentucky, USA              |                                                                                          |
| 8  | Vittoria  | 8–0    | Alonzo Johnson      | UD   | 10            | 22 luglio 1961    | Freedom Hall, Louisville, Kentucky, USA              |                                                                                          |
| 7  | Vittoria  | 7–0    | Duke Sabedong       | UD   | 10            | 26 giugno 1961    | Las Vegas Convention Center, Winchester, Nevada, USA |                                                                                          |
| 6  | Vittoria  | 6–0    | LaMar Clark         | KO   | 2 (8), 1:27   | 19 aprile 1961    | Freedom Hall, Louisville, Kentucky, USA              |                                                                                          |
| 5  | Vittoria  | 5–0    | Donnie Fleeman      | RTD  | 6 (8)         | 21 febbraio 1961  | Municipal Auditorium, Miami Beach, Florida, USA      |                                                                                          |
| 4  | Vittoria  | 4–0    | Jim Robinson        | KO   | 1 (8), 1:34   | 7 febbraio 1961   | Convention Center, Miami Beach, Florida, USA         |                                                                                          |
| 3  | Vittoria  | 3–0    | Tony Esperti        | TKO  | 3 (8), 1:30   | 17 gennaio 1961   | Municipal Auditorium, Miami Beach, Florida, USA      |                                                                                          |
| 2  | Vittoria  | 2–0    | Herb Siler          | TKO  | 4 (8), 1:00   | 27 dicembre 1960  | Municipal Auditorium, Miami Beach, Florida, USA      |                                                                                          |
| 1  | Vittoria  | 1–0    | Tunney Hunsaker     | UD   | 6             | 29 ottobre 1960   | Freedom Hall, Louisville, Kentucky, USA              |                                                                                          |

## Riconoscimenti

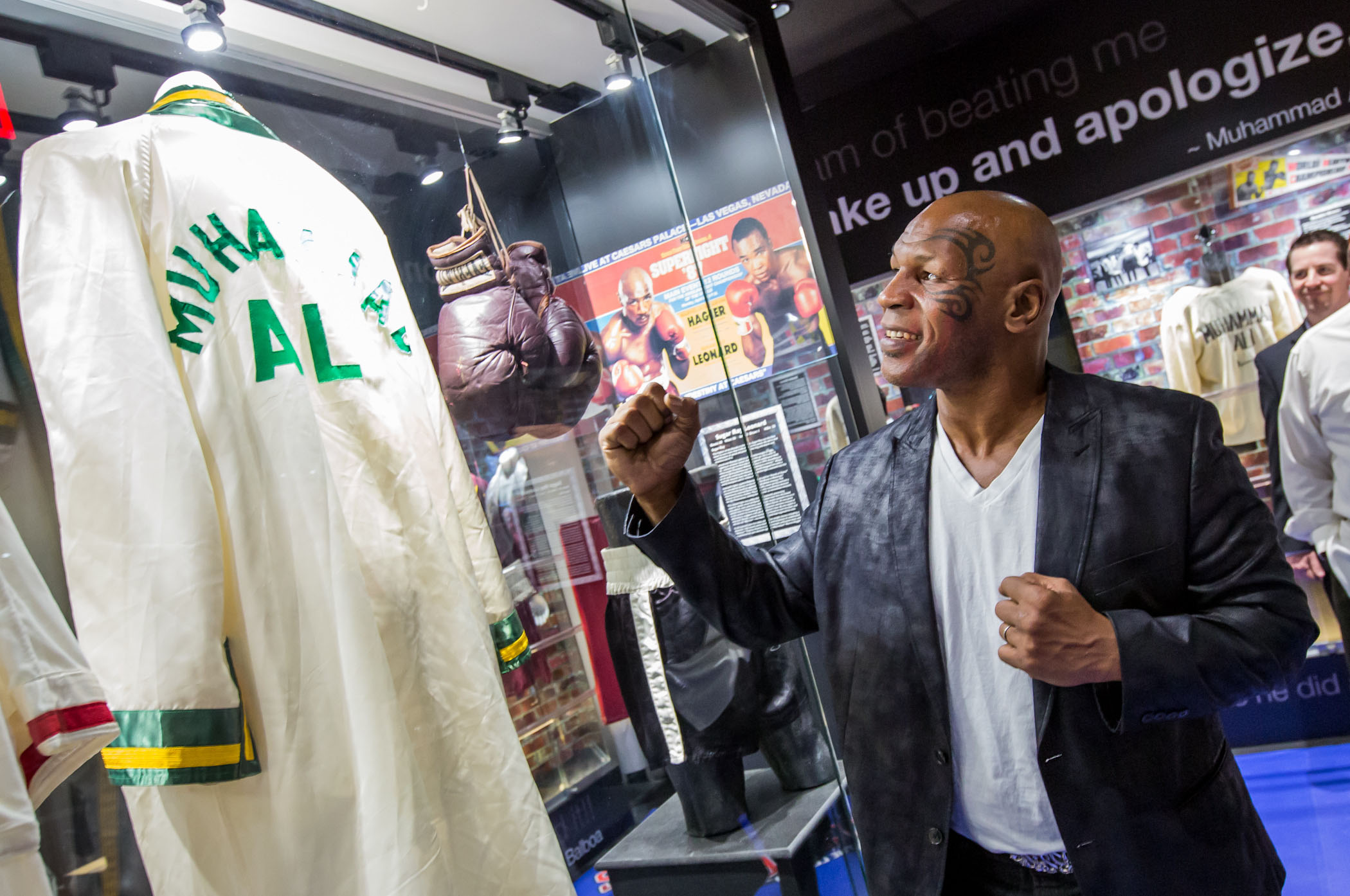
Mike Tyson nella Boxing Hall of Fame, visita il settore dedicato a Muhammad Ali

Fu eletto Fighter of the year (Pugile dell'anno) dalla rivista statunitense Ring Magazine nel 1963, 1972, 1974, 1975 e 1978.
Sono stati dichiarati Ring Magazine fight of the year:
- 1963 - Cassius Clay W 10 Doug Jones
- 1964 - Cassius Clay KO 7 Sonny Liston I — vedi Sonny Liston vs. Cassius Clay
- 1971 - Joe Frazier W 15 Muhammad Ali I — vedi Fight of the Century
- 1974 - Muhammad Ali KO 8 George Foreman — vedi The Rumble in the Jungle
- 1975 - Muhammad Ali KO 14 Joe Frazier III — vedi Thrilla in Manila
- 1978 - Leon Spinks W 15 Muhammad Ali I — vedi Muhammad Ali vs. Leon Spinks

La International Boxing Hall of Fame lo ha riconosciuto fra i più grandi pugili di ogni tempo.
Detiene anche i prestigiosi allori di Sportman Of The Century per Sports Illustrated, Miglior Peso Massimo di sempre per The Ring e secondo miglior pugile di sempre per ESPN.com.
Oltre a questi riconoscimenti in campo pugilistico, nel 1974 è stato premiato dall'Associated Press come Atleta maschile dell'anno. Inoltre è stato scelto dalla rivista TIME come una delle 100 persone più influenti del XX secolo nella categoria Heroes And Icons, unico sportivo insieme a Pelé e Bruce Lee.
Ha ricevuto la Medaglia presidenziale della libertà nel 2005; nello stesso anno Muhammad Ali è stato insignito a Berlino della Medaglia Otto Hahn per la Pace in oro dalla "Deutsche Gesellschaft für die Vereinten Nationen" (Società Tedesca per le Nazioni Unite).
Nel 2009, in un sondaggio condotto dal sito internet del mensile Focus Storia, Muhammad Ali è stato eletto Sportivo del Novecento.
Nel 2016, pochi giorni dopo la sua morte, l'Aeroporto Internazionale di Louisville è stato intitolato al grande campione.
Nel 2024 è stato introdotto nella WWE Hall of Fame.

## Vita privata
Ali nella sua vita si sposò quattro volte ed ebbe sette figlie e due figli. Si sposò la prima volta nel 1964 con Sonji Roi, una donna conosciuta solo un mese prima, ed ebbe due figlie da relazioni extra-coniugali: Miya e Kualiah. Muhammad e Sonji divorziarono nel 1966 perché lei rifiutava di cambiare il suo stile di pettinatura e vestiario all'occidentale; in particolare si stirava i capelli e questo era visto da lui come retaggio della schiavitù, quando i capelli crespi erano considerati antiestetici.
Nel 1967 Ali si sposò con Belinda Boyd, una ragazza di otto anni più giovane. Ebbero quattro figli: Maryum, nata nel 1968, Jamillah e Liban, nate entrambe nel 1970 e Muhammad Ali Jr., nato nel 1972.
Nel 1976 i due divorziarono a causa di una relazione tra Ali e Veronica Porsche, un'attrice e modella; nel 1977 il pugile sposò Veronica e insieme ebbero due figlie: Hana, nata un paio di anni prima, e Laila, nata nel 1977, che divenne un'eccellente pugile professionista.
Nel 1986 Muhammad e Veronica divorziarono e alla fine di quell'anno l'ex-campione si sposò con Yolanda Lonnie Ali, figlia di due vecchi amici dei suoi genitori. Qualche anno dopo adottarono un bambino di nome Asaad Amin.

## Nella cultura di massa
Il personaggio cinematografico Apollo Creed, appartenente alla saga dei film di Rocky, è modellato a immagine e somiglianza di Ali. Anche lo stile canzonatorio e provocatorio di Apollo Creed durante le conferenze e prima del match imita quello di Ali.
Nel 1978 la DC Comics pubblicò un fumetto one-shot dal titolo Superman vs. Muhammad Alì, dove il famoso supereroe e il pugile si battono sul ring per fermare un'invasione aliena della Terra.
Nel 2001 Michael Mann ha diretto il film Alì. La pellicola racconta la vita del pugile (interpretato da Will Smith) dal match che gli valse per la prima volta il titolo mondiale dei pesi massimi fino alla riconquista, a Kinshasa nello Zaire, nel 1974 contro George Foreman.
Nell'episodio de I Simpson Robot-Homer, l'avversario finale del torneo "Robot Rombanti" è un automa chiamato Scassius Clay, detto Ammazzahmad Ahì.
Nel film del 2016 The Bleeder - La storia del vero Rocky Balboa (The Bleeder), dedicato a Chuck Wepner, Alì è l'avversario del protagonista ed è interpretato da Pooch Hall.
Nel film del 2019 C'era una volta a... Hollywood di Quentin Tarantino, il coprotagonista (in un suo personale flashback di riflessione) discute animatamente fino ad arrivare alle mani con Bruce Lee circa il risultato di un ipotetico incontro tra lo stesso Lee e Muhammad Ali.
Nel 2020 Muhammad Ali, interpretato da Eli Goree, è uno dei protagonisti del film One Night in Miami.

## Filmografia
- The Super Fight, regia di Murray Woroner (1970)
- Io sono il più grande (The Greatest), regia di Tom Gries (1977)
- Il mio amico Arnold (Diff'rent Strokes) - serie TV, 1 episodio (1979)
- La strada della libertà (Freedom Road) - film TV (1979)
- Prigione modello (Doin' Time), regia di George Mendeluk (1985)
- Quando eravamo re, regia di Leon Gast (1996)
- Il tocco di un angelo (Touched by An Angel) - serie TV, 1 episodio (1999)
- The 2nd Annual 'A Home for the Holidays' - film TV (2000)
- Alì - regia di Michael Mann (2001)
- Muhammad Ali Tribute - Celebrity Fight Night & Fighting Irishmen, cortometraggio, regia di Dan Weecks (2013)
- Negri - Sport in the U.S.A., documentario, regia di Francesco Gallo (2020)

## Discografia
- I Am the Greatest (1963)
- The Adventures of Ali and His Gang vs. Mr. Tooth Decay (1976)